# Жимолость щетинистая
Жи́молость щети́нистая (лат. Lonīcera hīspida) — кустарник, вид рода Жимолость (Lonicera) семейства Жимолостные (Caprifoliaceae).

## Ботаническое описание
Кустарник прямосточий до 1,5 м высоты с прямыми ветвями. Кора на ветвях буровато-серая, слоисто-мочалистая.
Листья 3—6 см длины и 1,5—2,5 см ширины, продолговато-эллиптические, жёсткие, у основания округлые или иногда серцевидные, на вершине заостренные, гладкие с обеих сторон и по краю жёстко-ресничатые, сверху зелёные, снизу светлее.
Цветки в два-три раза длиннее жестковолосистых цветоносов; венчик 20—25 мм длины, железисто-волосистый снаружи, желтоватый.
Цветёт в апреле—мае, плоды созревают в июне—июле.
Завязи отдельные, ягоды продолговатые 10—15 мм длины и 7—10 мм ширины, парные, яйцевидные, красные, блестящие.

## Географическое распространение и экология
Область распространенияː Россия — Западная Сибирь; Средняя Азия , Северная Монголия, Гималаи, Китай.
Растёт в нижней части альпийского пояса по скалам, каменистым и щебнистым склонам, иногда в долинах горных рек.

## Хозяйственное значение
Может использоваться в озеленении как декоративный кустарник.